# 波罗的海航空
波罗的海航空是拉脱维亚的低成本航空公司，亦是拉脱维亚的国家航空公司，总部设在拉脱维亚首都里加。该公司主要由拉脱维亚政府持有96.14%的股份。波罗的海航空兼具传统航空公司和廉价航空公司的属性，该公司旗下air-baltic
-vip支持订票机制，其枢纽机场为里加国际机场和维尔纽斯国际机场。

## 历史
1995年8月28日，拉脱维亚政府与北欧航空签署了合资协议，正式成立波罗的海航空。同年10月1日，波罗的海航空首架萨博340飞机抵达里加，并在当天首航成功。
1996年1月，波罗的海航空首架Avro RJ70飞机交付使用。同年7月，该公司加入北欧航空的常旅客计划EuroBonus。1997年4月，货运部门成立。1998年11月，首架福克50飞机交付使用。1999年1月，公司进行改制，由有限责任公司改为联合股份制公司，并在9月份起实施“欧洲航空运行标准”。当年6月，波罗的海航空的萨博340飞机全部退役，并由福克50飞机接替。新世纪到来之时，公司启用新式制服，并与北欧航空以及Globe Ground合资在里加国际机场设立现代化的“波罗的海货运中心”。2001年10月30日，北欧航空购进Swedfund International AB和IØ Danish Investment Fund for Central and Eastern Europe所持有的股份，由此，波罗的海航空新的股东构成为：拉脱维亚政府52.6%，北欧航空47.2%，Transaero 0.2%。当年，波罗的海航空实现公司成立6年以来首次赢利。
2003年，首架波音737-500飞机加盟波罗的海航空。2004年6月，波罗的海航空将维尔纽斯国际机场设为新的枢纽，首批开通5条新航线，因此成为波罗的海国家里首家利用欧盟航空市场开放政策的航空公司。同年10月，波罗的海航空启用公司新标志，使用至今。2005年，首次实现全年旅客运输量突破100万人次。2006年12月，波罗的海航空引进首架波音737-300飞机。2007年7月份起，波罗的海航空在波罗的海国家航空业界率先推出网上办理登机手续的服务，使用这项服务的客户在短短三个月后就达到1万人次。同年，首次实现全年旅客运输量突破200万人次。
2008年，两架波音757-200ER长途客机和三架波音737-300加盟波罗的海航空机队。2008年3月10日，波罗的海航空宣布将在未来三年内扩大机队规模，引进机型为庞巴迪Q400 NextGen，2009年11月起交货，以取代现有的福克50。这将成为公司历史上最大规模的一次机队扩充。
2008年秋天，波罗的海航空与其长期竞争对手立陶宛航空（FlyLAL）之间的冲突进一步升级。9月30日，《波罗的海商报》引述拉脱维亚通讯社的消息称，波罗的海航空将退出立陶宛市场。事情的起因是濒临破产的立陶宛航空向维尔纽斯地区法院指控波罗的海航空与里加国际机场违反竞争法，并造成立陶宛航空4千万拉特的经济损失。法院裁决立陶宛航空胜诉，并将扣留波罗的海航空与里加国际机场相应价值的财产。报道称，拉脱维亚交通部长Ainārs Šlesers对立陶宛方面的做法感到愤怒，他在接受采访时说，立陶宛航空采取这样的方式来挽救自己的破产，而一旦立陶宛航空破产、波罗的海航空退出立陶宛市场，最终的受害者却是立陶宛居民。他还指出，波罗的海航空与里加国际机场在立陶宛并没有财产。Ainārs Šlesers强调，拉脱维亚从未对立陶宛驻拉企业做出任何不恰当的行为，立方的这项决定是不公平的。拉脱维亚外交部新闻发言人Ivars Lasis在接受电话采访时说，拉方对维尔纽斯地区法院的裁决表示关注，并向立陶宛驻拉使馆发出照会，要求立方给予解释。但第二天的报道称，波罗的海航空总裁Bertolt Flick否认了退出立陶宛市场的消息，但表明将重新评估在立陶宛的业务。他还在新闻发布会上指出，根据欧盟法律，一国无权查封分布在另一国的财产。10月2日的报道称，立陶宛航空总裁Gediminas Ziemelis声明维尔纽斯国际机场将取代里加国际机场成为波罗的海国家的航空枢纽，立陶宛航空不鼓励立陶宛公民使用里加国际机场。
2009年初，北欧航空将其持有的47.2%的波罗的海航空股份以1400万拉特的价格出售，买方为波罗的海航空管理层。但双方的商业合作仍将继续。同年11月1日起，波罗的海航空启用自己的常旅客计划BalticMiles，同时调整与eurobonus的合作关系。从当天起，波罗的海航空仅在斯德哥尔摩、奥斯陆、哥本哈根航线上与eurobonus继续合作。

### 退役机队

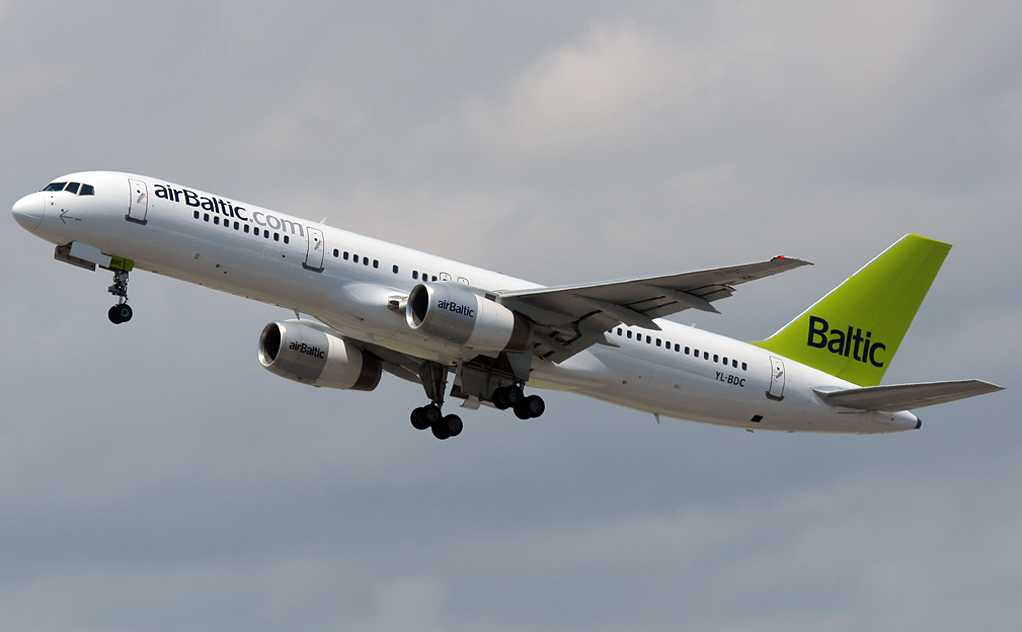
波音757-200

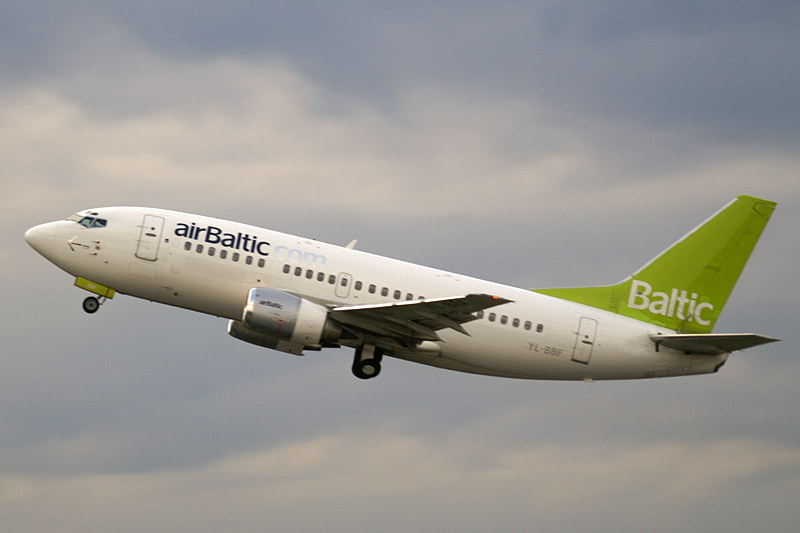
波音737-500

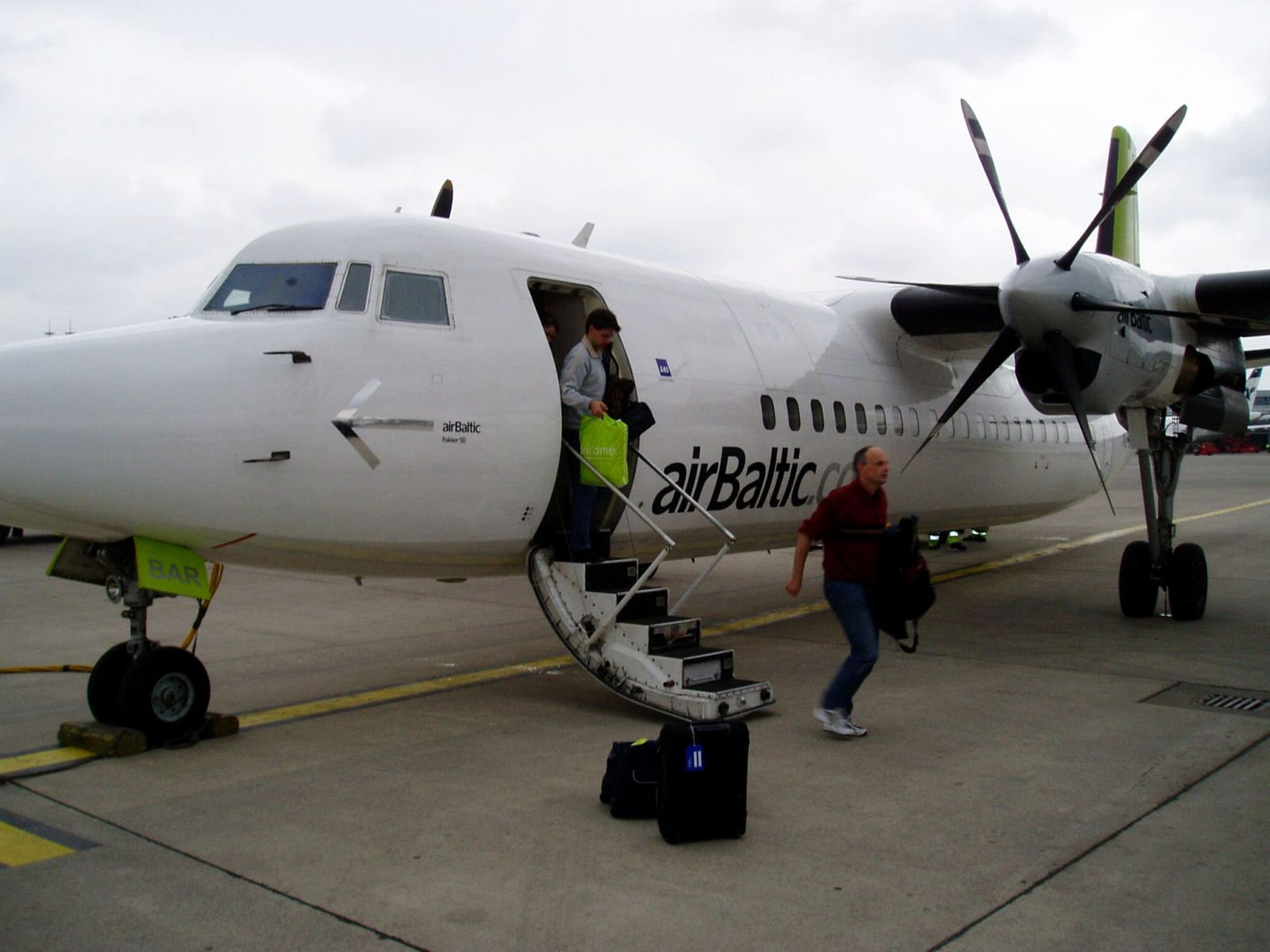
福克F-50

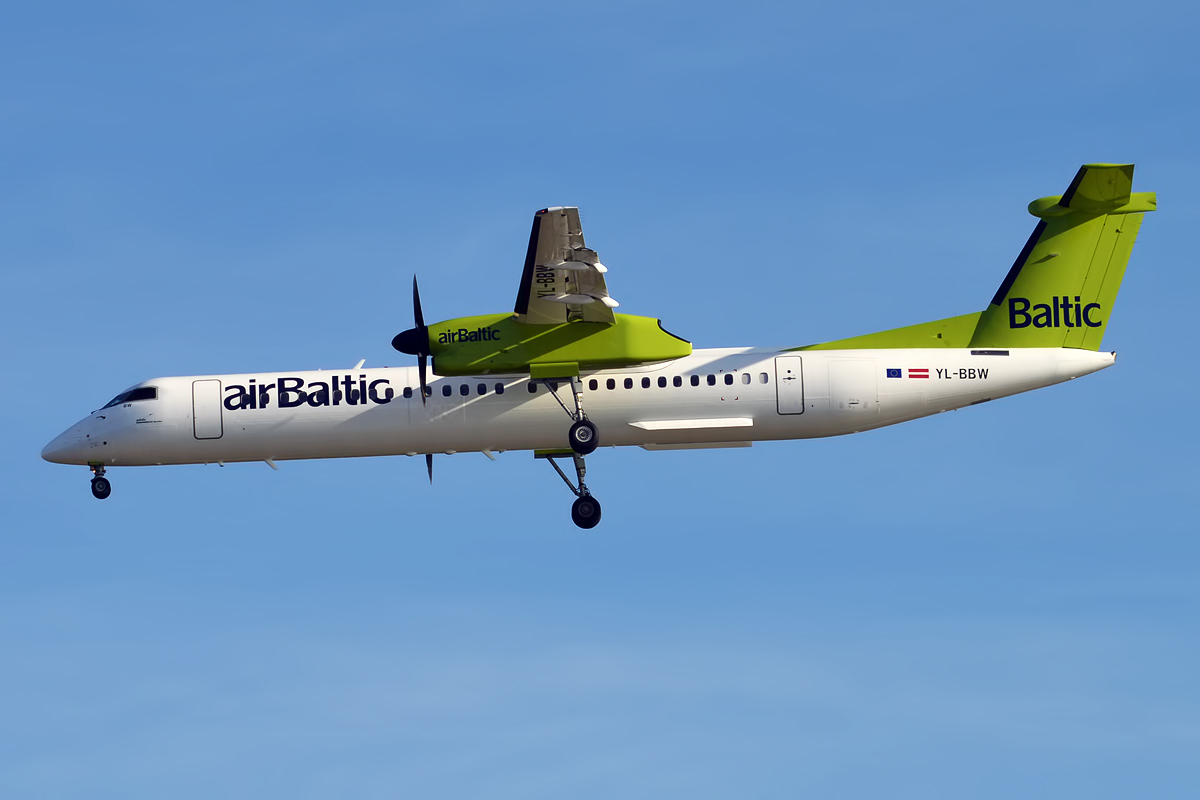
庞巴迪Dash 8 Q400

## 航點及代碼共享

### 代碼共享
波羅的海航空與以下航空公司實行代碼共享：
- 北歐航空
- 白俄羅斯航空
- 俄羅斯航空
- 英國航空
- 荷蘭皇家航空
- 布魯塞爾航空
- 法國航空
- LOT波蘭航空
- 捷克航空
- 奧地利航空
- TAP葡萄牙航空
- 西班牙國家航空
- 義大利航空
- 馬爾他航空
- 塞爾維亞航空
- 愛琴海航空
- 烏克蘭國際航空
- 羅馬尼亞航空
- 亞塞拜然航空
- 喬治亞航空
- 阿提哈德航空
- 烏茲別克斯坦航空

## 机队

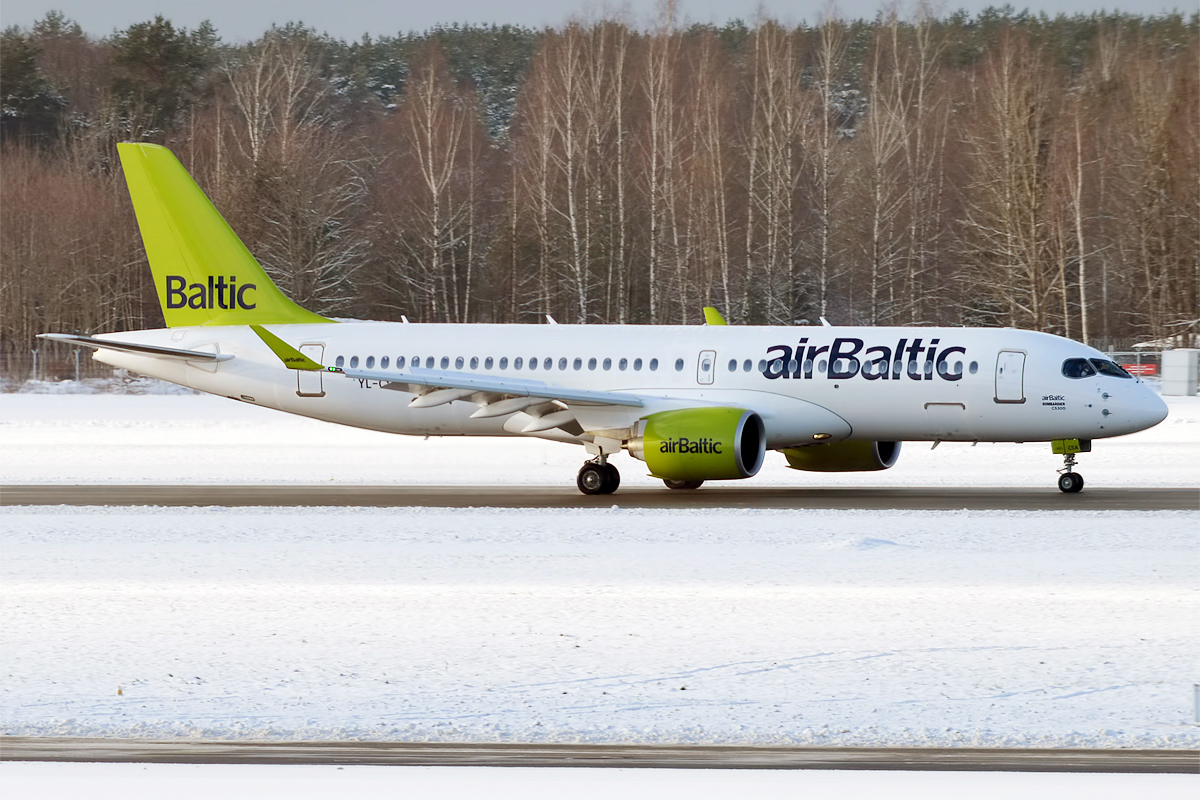
空中巴士A220-300

### 现役机队
截至2022年5月，波罗的海航空机队只使用一种机型：